# Ludolf von Alvensleben (militare delle SS)
Ludolf-Hermann Emmanuel Georg Kurt Werner von Alvensleben (Halle, 17 marzo 1901 – Santa Rosa de Calamuchita, 1º aprile 1970) è stato un militare tedesco, funzionario delle SS e SS- und Polizeiführer nella Polonia occupata e in Unione Sovietica; al termine della guerra fu processato per crimini di guerra tra cui l'uccisione di almeno 4.247 polacchi per mano delle unità sotto il suo comando.

## Biografia
Nacque ad Halle nella nobile famiglia von Alvensleben. Suo padre fu il generale prussiano Ludolf von Alvensleben che si era ritirato dal servizio attivo per amministrare la tenuta di famiglia intorno al castello di Schochwitz, ereditato a sua volta dal padre, il generale prussiano Hermann von Alvensleben.
Si arruolò nel corpo dei cadetti prussiani nel 1911; nel 1918 si unì al 10º reggimento ussari (Magdeburgo) ma non combatté nella prima guerra mondiale. Fu per un breve periodo membro dell'unità paramilitare Freikorps nel 1920. Tra il 1923 e il luglio 1929 fu membro dell'organizzazione nazionalista Der Stahlhelm.
Nel dicembre 1912, alla morte del padre, ereditò il maniero di famiglia a Schochwitz. Il 3 maggio 1924 sposò Melitta von Guaita da cui ebbe quattro figli. Poi ebbe anche un figlio cresciuto come bambino del progetto Lebensborn.

## Carriera nel partito nazista e nelle SS

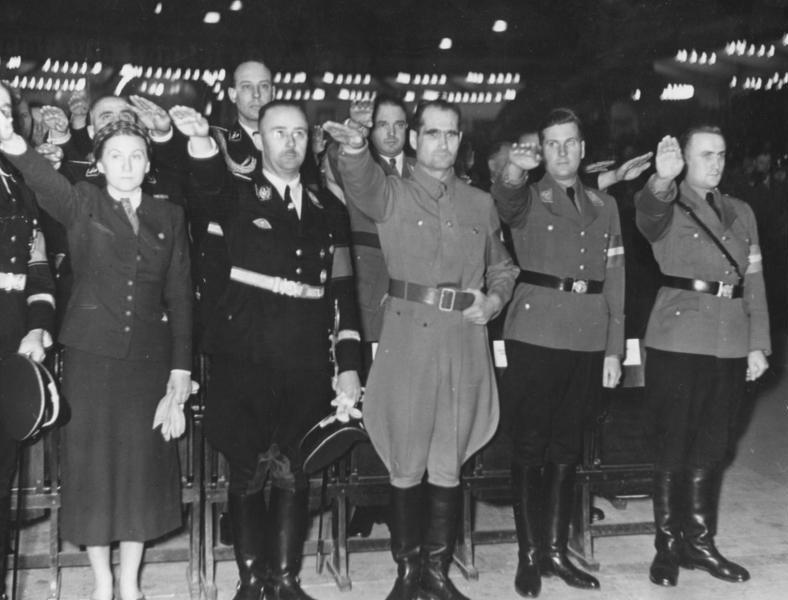
Raduno della Gioventù Hitleriana, Berlino, 13 febbraio 1939: Gertrud Scholtz-Klink, Heinrich Himmler, Rudolf Hess, Baldur von Schirach, Artur Axmann; Ludolf von Alvensleben è in piedi dietro Himmler.

Si unì al NSDAP e alle SA nel 1929. Ben presto divenne capo della filiale locale di Eisleber e capo distretto nel Land di Mansfeld; dal luglio 1931 presiedette il corpo motorizzato delle SA nel Gau di Halle-Mersebur. Lasciò le SA nel 1932.
Dopo il Machtergreifung, il 12 febbraio 1933 insieme al Gauleiter Rudolf Jordan organizzò un violento attacco di SA e SS contro i funzionari comunisti a Eisleber, in cui tre uomini furono uccisi e molti altri feriti, un evento che più tardi fu chiamato Eisleber Blutsonntag. Nel marzo 1933 divenne membro della dieta provinciale, poi del Landtag prussiano e dal 12 novembre 1933 fu anche membro del Reichstag.
Il 5 aprile 1934 si unì alle SS e divenne comandante del 46º reggimento a Dresda con il grado di Obersturmbannführer. Dal 1º ottobre 1935 assunse il comando del 26º reggimento delle SS, il 20 settembre 1936 fu nominato comandante del X distretto delle SS a Stoccarda e il 1º luglio 1937 comandante del XXXIII distretto delle SS a Schwerin.
Dopo l'invasione della Polonia del 1939 continuò la carriera come comandante dell'organizzazione Volksdeutscher Selbstschutz in quella che sarebbe poi diventata la Reichsgau Danzig-Westpreußen. Il 16 ottobre 1939 disse ai suoi uomini:
Le unità paramilitari Selbstschutz, formate dai membri della minoranza tedesca in Polonia e guidate dagli ufficiali delle SS, furono responsabili delle esecuzioni di massa durante l'Intelligenzaktion Pommern nella valle della morte di Bydgoszcz, dei massacri di Piaśnica e di altre atrocità. In una lettera inviata a Himmler si lamentò degli scrupolosi ufficiali della Wehrmacht, ritenuti troppo deboli per adottare misure drastiche.

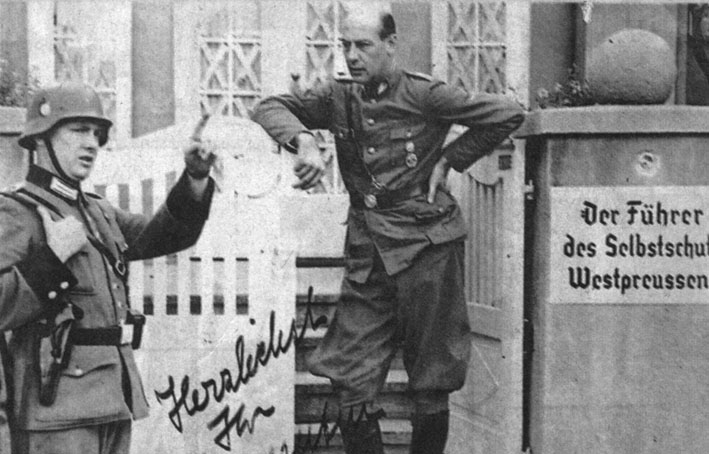
von Alvensleben nel 1939 come comandante della Volksdeutscher Selbstschutz a Bydgoszcz.

Nel dicembre 1939 fu nominato membro dello stato maggiore al comando di Friedrich-Wilhelm Krüger, SS- und Polizeiführer a Cracovia, nel Governatorato Generale. Il 23 maggio 1940 fu promosso al grado di Hauptsturmführer nelle Waffen-SS. Dal febbraio 1941 fu in servizio presso il Reichssicherheitshauptamt, assunse il comando delle SS a Černihiv il 22 ottobre 1941 e il 19 novembre a Sinferopoli in Crimea. Nel 1942 fu ispettore delle SS della Durchgangsstrasse IV, il progetto per costruire una strada da Lemberg a Stalino. Dal 6 ottobre 1943 ricoprì la stessa posizione a Mykolaïv con il grado di generale, ufficialmente assegnato al Heeresgruppe A; il suo mandato fu segnato da ulteriori esecuzioni di massa.
Il 19 febbraio 1944 succedette a Udo von Woyrsch come capo delle SS e della polizia a Dresda; colse l'occasione per agire contro i suoi creditori come Carl Wentzel (denunciato dopo il complotto del 20 luglio, arrestato e giustiziato). Negli ultimi giorni di guerra lasciò Dresda e fuggì in Occidente.

## Nel dopoguerra
Nell'aprile 1945 fu arrestato dalle forze britanniche. Alla fine del 1945 fuggì dal Civil Internment Camp No. 6 (l'ex campo di concentramento di Neuengamme) ad Amburgo. Dopo un breve soggiorno a Schochwitz, all'inizio del 1946 scappò con la famiglia in Argentina.
Anche se non si hanno dati precisi del periodo vissuto in Argentina, un documentario del 2000 ricorda che il 27 novembre 1952 il governo di Juan Domingo Perón concesse la cittadinanza a von Alvensleben sotto il nome di Carlos Lücke. Visse fino al luglio 1956 a Buenos Aires per poi trasferirsi a Santa Rosa de Calamuchita. Dal novembre 1952 prestò servizio come ispettore della piscicoltura.
Nel gennaio 1964 il tribunale distrettuale di Monaco emise nei suoi confronti un mandato d'arresto per l'uccisione di almeno 4.247 persone in Polonia da parte delle unità Selbstschutz che erano sotto il suo comando nell'autunno del 1939. I tentativi dell'accusa non ebbero alcuna conseguenza: von Alvensleben morì nel 1970 in Argentina senza essere processato.